# Todas las mujeres que habitan en mí
Todas las mujeres que habitan en mí es el sexto álbum de estudio de la cantante y compositora malagueña Vanesa Martín y el quinto con la discográfica Warner Music. Su lanzamiento se llevó a cabo en 2018. Cuenta con la dirección y producción de Eric Rosse, con la coproducción de la propia Vanesa Martín y con el equipo de arreglistas José Marín y Tony Romero. El disco fue mezclado y masterizado por Chris Reynolds. El disco fue grabado en Squawkbox Studios (Los Ángeles), Cyclops Sound (Van Nuys) y Sunset Sound (Hollywood). Contó con la colaboración de Mariza, Abel Pintos y Kany García para las canciones Pídeme, En el aire y Desobedecerme, respectivamente.
Este álbum logró superar las 40.000 copias vendidas, lo cual le sirvió a Vanesa Martín para conseguir un disco de platino. «Inventas», primer sencillo del disco, se mantuvo varias semanas como sencillo más vendido en iTunes y Todas las mujeres que habitan en mí se colocó entre los discos más vendidos del año en España.

## Sencillos
El primer sencillo Inventas fue publicado el 19 de octubre de 2018. Este tema fue compuesto por Vanesa Martín como el resto de las canciones del álbum. El sencillo tuvo una gran acogida entre el público y a día de hoy cuenta con más de 10 millones de visualizaciones en YouTube. El videoclip, dirigido por Mario Ruiz, realiza un recorrido por algunas de las mujeres que han inspirado la vida y la música de la cantante. Entre ellas, podemos encontrar a su madre, a su abuela, a Lola Flores, a Chavela Vargas, a Frida Kahlo y a Alaska.
El segundo sencillo Pídeme fue publicado el 8 de noviembre de 2018 y contó con la colaboración de la cantante de fado portuguesa, Mariza. El videoclip de la canción destaca también por su sencillez. Diferentes planos adornados con focos van sucediendo a las dos intérpretes que nos van contando esta historia, acompañadas de una banda al completo. Cuenta con más de 2 millones de visualizaciones en Youtube. El tema combina el español y el portugués.
El tercer sencillo De tus ojos fue publicado el 8 de mayo de 2019 y contó con la colaboración del productor y músico Carlos Jean, quién fue el productor de su primer disco Agua y que introdujo un ritmo más electrónico a este tema. El videoclip, protagonizado por la propia Vanesa y la actriz Adriana Ugarte, fue aplaudido por sus fanes y gran parte de la crítica pues contiene un mensaje reivindicativo de la libertad del amor entre cualquier sexo. En los últimos segundos de imágenes las famosas terminan besándose. Ambas artistas se han mostrado satisfechas con el resultado del trabajo y mostrado su complicidad y buena relación a través de sus redes, donde han compartido instantáneas del rodaje. El videoclip ya cuenta con más de 6 millones de visualizaciones en Youtube
El cuarto sencillo En el aire fue publicado el 30 de mayo de 2019 y contó con la colaboración del cantante argentino Abel Pintos. La artista, que estaba de gira en Buenos Aires, aprovechó para rodar el videoclip del tema, en el cual, los artistas se muestran en una casa abandonada. El videoclip posee más de 3 millones de visualizaciones en Youtube.
El quinto sencillo Caída libre fue publicado el 25 de octubre de 2019. Este tema se incluyó en la reedición del disco. La canción fue presentada a lo largo de la gira de la cantante hasta que finalmente fue publicada su versión de estudio. El videoclip se hizo público ese mismo día y refleja una discoteca que tiene como cantante a Vanesa Martín.

## Listado de canciones
| N.º | Título                                                                               | Escritor(es)  | Duración |  |
| 1.  | «De tus ojos»                                                                        | Vanesa Martín |          |  |
| 2.  | «Inventas»                                                                           | Vanesa Martín |          |  |
| 3.  | «Abril»                                                                              | Vanesa Martín |          |  |
| 4.  | «Pídeme» (con Mariza)                                                                | Vanesa Martín |          |  |
| 5.  | «El intento»                                                                         | Vanesa Martín |          |  |
| 6.  | «La culpa»                                                                           | Vanesa Martín |          |  |
| 7.  | «En el aire» (con Abel Pintos)                                                       | Vanesa Martín |          |  |
| 8.  | «La vez primera»                                                                     | Vanesa Martín |          |  |
| 9.  | «Desobedecerme» (con Kany García)                                                    | Vanesa Martín |          |  |
| 10. | «Como un billete de avión»                                                           | Vanesa Martín |          |  |
| 11. | «Al mismo tiempo»                                                                    | Vanesa Martín |          |  |
| 12. | «Que no»                                                                             | Vanesa Martín |          |  |
| 13. | «Me equivoqué»                                                                       | Vanesa Martín |          |  |
| 14. | «Pídeme»                                                                             | Vanesa Martín |          |  |
| 15. | «En el aire»                                                                         | Vanesa Martín |          |  |
| 16. | «Desobedecerme»                                                                      | Vanesa Martín |          |  |
| 17. | «Me dejó marchar» (Tema extra de la reedición. En directo.)                          | Coque Malla   |          |  |
| 18. | «Caída libre» (Tema extra de la reedición.)                                          | Vanesa Martín |          |  |
| 19. | «De tus ojos (Versión Carlos Jean)» (Tema extra de la reedición.)                    | Vanesa Martín |          |  |
| 20. | «La vez primera» (con Los niños sin nombre. Tema extra de la reedición. En directo.) | Vanesa Martín |          |  |

## Reedición
El 29 de noviembre de 2019 se publicó la reedición del disco, que cambiaba el color de su portada al rosa. Contenía las 16 canciones de la edición sencilla, 4 temas extras entre los que se incluye Caída libre. También contó con un DVD que traía un documental "En el aire", que mostraba imágenes de la gira, varios temas grabados en su concierto del 27 de septiembre de 2019 en el WiZink Center de Madrid, 5 temas en acústico grabados para Sesiones Movistar y 6 videoclips (Inventas, Pídeme, De tus ojos, En el aire, Caída libre y Desobedecerme).

## Certificaciones
| Certificación    | Ventas         |
| ---------------- | -------------- |
| Disco de Platino | +40 000 copias |